# .lc
.lc – domena internetowa przypisana do Saint Lucia. Została utworzona 3 września 1991. Zarządza nią University of Puerto Rico.